# Godofredo de Montbray

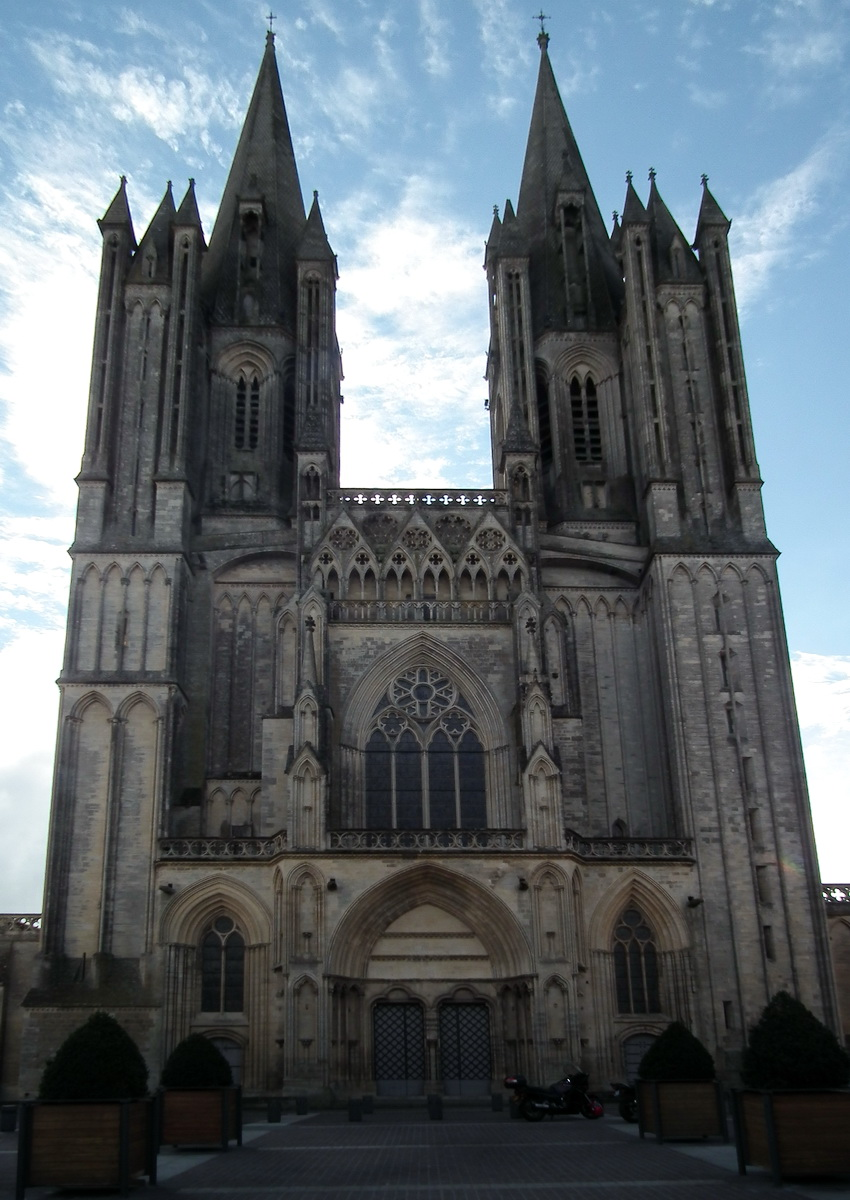
A grande igreja de Godofredo hoje é uma parte da Catedral de Coutances, em Coutances, França

Godofredo de Montbray (Montbrai, Mowbray; morto em 1093), também conhecido como Godofredo de Coutances, foi um nobre normando e bispo de Coutances (em latim: Constantiensis), conselheiro de confiança de Guilherme, o Conquistador, e um grande prelado secular, guerreiro e administrador.

## Carreira
Godofredo, a partir de seu nome, era aparentemente de Montbrae, Mancha, no distrito de Saint-Lô, na região da Baixa Normandia do antigo ducado francês.
Em 1049 obteve a sé de Coutances, organizada por seu irmão Malger (veja Mowbray). Foi consagrado em Ruão em 12 de março de 1049, presumivelmente por Maugério que era arcebispo de Ruão naquele momento. Mais tarde nesse ano, no Conselho de Reims foi acusado de simonia, em outras palavras, de ter comprado seu bispado. Em uma defesa mais forte, Godofredo afirmou que sem o seu conhecimento, seu irmão comprou o bispado para ele. Foi autorizado a manter sua sé ao dar um juramento de sua boa fé.
No entanto irregulares a sua eleição para o bispado, descobriu que sua nova diocese estava em péssimas condições. Por quase um século a igreja no Cotentin não se recuperou da destruição nas mãos dos homens do norte. Houve paganismo obstinado, alguns cânones, e não havia livros, bíblias ou ornamentação. Uma longa fila de bispos antes dele tinha residido em Ruão ou Saint-Lô, e estar tão distante da pequena diocese tinha sido perfeito para restaurar a sé. As poucas relíquias que ex-clérigos conseguiram salvar junto com os corpos de dois ex-bispos, São Lô e Santo Rumpharius (morto c. 586), foram mantidas na igreja de St. Sauveur em Ruão, dada ao bispo Teodorico de Coutances pelo conde Rollo como uma catedral temporária.
Junto com Bispo Odo, um guerreiro-prelado como ele, estava em Hastings, exortando os normandos para a vitória. Na coroação de Guilherme foi apresentado ao povo inglês em inglês pelo arcebispo Alfredo e em francês por Bishop Geoffrey de Coutances. Sua recompensa na Inglaterra foi um grande feudo espalhado por 12 condados. Ele acompanhou Guilherme em sua visita a Normandia (1067). Tendo retornado à Inglaterra, teve um papel de liderança na supressão da onda de rebeliões inglesas que eclodiram no final do verão de 1069. Enquanto Guilherme marchou para o norte contra os levantes em Mércia e Nortúmbria, Godofredo reuniu tropas das forças de ocupação de Londres, Winchester e Salisbury e os levou à vitória contra os rebeldes que sitiaram o Castelo de Montacute em setembro de 1069. Em 1075, novamente entrou em campo contra a Revolta dos Condes, levando com o Bispo Odo um grande exército contra Raul de Gael, o rebelde Conde de Norfolk, sitiando e capturando sua fortaleza em Norwich.
Enquanto isso, o Conquistador o tinha investido de funções judiciais importantes. Em 1072, presidiu o grande terno Kentish entre os primatas e o Bispo Odo, e quase ao mesmo tempo sobre aqueles entre o abade de Ely e seus espoliadores, e entre o bispo de Worcester e o abade de Ely, e ele provavelmente agiu como um comissário do Domesday (1086), e foi colocado sobre o mesmo tempo de carga de Northumberland. Também assinou o Acordo de Winchester.
O bispo, que compareceu ao funeral do Conquistador, juntou-se à crescente oposição a Guilherme, o Vermelho em 1088, tornando Bristol, com o qual (como mostra o Domesday) ele estava intimamente ligado e onde havia construído um forte castelo, sua base de operações. Queimou Bath e devastou Somerset, mas se apresentou ao rei antes do final do ano. Parece ter estado em Dover com Guilherme em janeiro de 1090, mas, retirando-se para a Normandia, morreu em Coutances em 1093. Em sua fidelidade ao Duque Roberto lá parece ter estendido para ele contra o seu irmão Henrique Beauclerc, quando este obteve o Cotentin.

## Personalidade
Orderico Vital escreveu que de Montbray tinha orgulho de seu nascimento nobre e era mais conhecido por seu militarismo ao invés de sua capacidade clerical; ele sabia mais sobre mobilizar soldados no campo de batalha do que ensinar funcionários o cântico de salmos. Era uma parte integrante do grupo aristocrático unido que formavam a maioria do episcopado normando durante o reinado do Duque Guilherme. David C. Douglas afirma que suas principais filiações poderiam ser apresentadas dentro de duas linhagens muito restritas e conectadas.
De Montbray foi um prelado leigo que começou sua carreira em circunstâncias muito questionáveis, mas tornou-se um bispo consciente e eficaz que realizou muito em ambos os lados do Canal Inglês.